# Rhynchosia flava
Rhynchosia flava là một loài thực vật có hoa trong họ Đậu. Loài này được (Forssk.) Thulin miêu tả khoa học đầu tiên.